# Hohemark U-Bahn-station
Hohemark U-Bahn-station er en U-Bahn-station i Oberursel, Frankfurt. 
Stationen åbnede i 1978, og linje U3 har endestation ved Hohemark.
50°12′55″N 8°32′16″Ø / 50.21528°N 8.53776°Ø
| Jernbane | Spire Denne jernbaneartikel er en spire som bør udbygges. Du er velkommen til at hjælpe Wikipedia ved at udvide den. |